# ۴ ژوئن
۴ ژوئن در تقویم گرگوری، صد و پنجاه و پنجمین (در سال‌های کبیسه صد و پنجاه و ششمین) روز سال است. ۲۱۰ روز تا پایان سال باقی است.

## رویدادها
- ۱۰۳۹ ـ هاینریش سوم به امپراتوری مقدس روم رسید.
- ۱۷۹۴ ـ قوای بریتانیایی پورتو پرنس در هائیتی را تصرف کردند.
- ۱۸۷۸ ـ امپراتوری عثمانی قبرس را به بریتانیا واگذار کرد کرد درحالیکه ظاهراً همچنان جزو خاک این کشور محسوب می‌شد.
- ۱۹۱۲ ـ ماساچوست به عنوان اولین ایالت در آمریکا حداقل دستمزد تعیین کرد.
- ۱۹۲۰ ـ پس از پایان جنگ اول جهانی و شکست این کشور بر اساس پیمان تریانون مجارستان ۷۱٪ از خاک و ۶۴٪ از جمعیت خود را از دست داد.
- ۱۹۴۴ ـ در جریان جنگ جهانی دوم با سقوط رم این شهر اولین پایتخت متحدین نام گرفت که به تصرف متفقین درآمد.
- ۱۹۷۰ ـ تونگا استقلال خود را از بریتانیا به دست آورد.
- ۱۹۸۹ ـ با درگذشت آیت الله خمینی رهبر سابق ایران، آیت الله خامنه‌ای به رهبری نظام جمهوری اسلامی در این کشور منصوب شد.
- ۲۰۱۶ - به علت نجات دادن دانش آموزان در ۱۴ فروردین ۹۵ معلم فداکار بلوچستانی حمیدرضا گنگوزهی جان خود را از دست داد.

## زادروزها
- ۱۹۳۲ – دونالد هارپر، ورزشکار شیرجه اهل ایالات متحده آمریکا (د. ۲۰۱۷)

## مناسبت‌ها
- روز جهانی کودکان بیگناه قربانی خشونت
- روز نیروهای مسلح در کشور فنلاند
- روز پرچم در کشور استونی
- روز اتحاد در کشور مجارستان
- روز بین‌المللی یادبود میدان تیان آن من